# The Everly Brothers

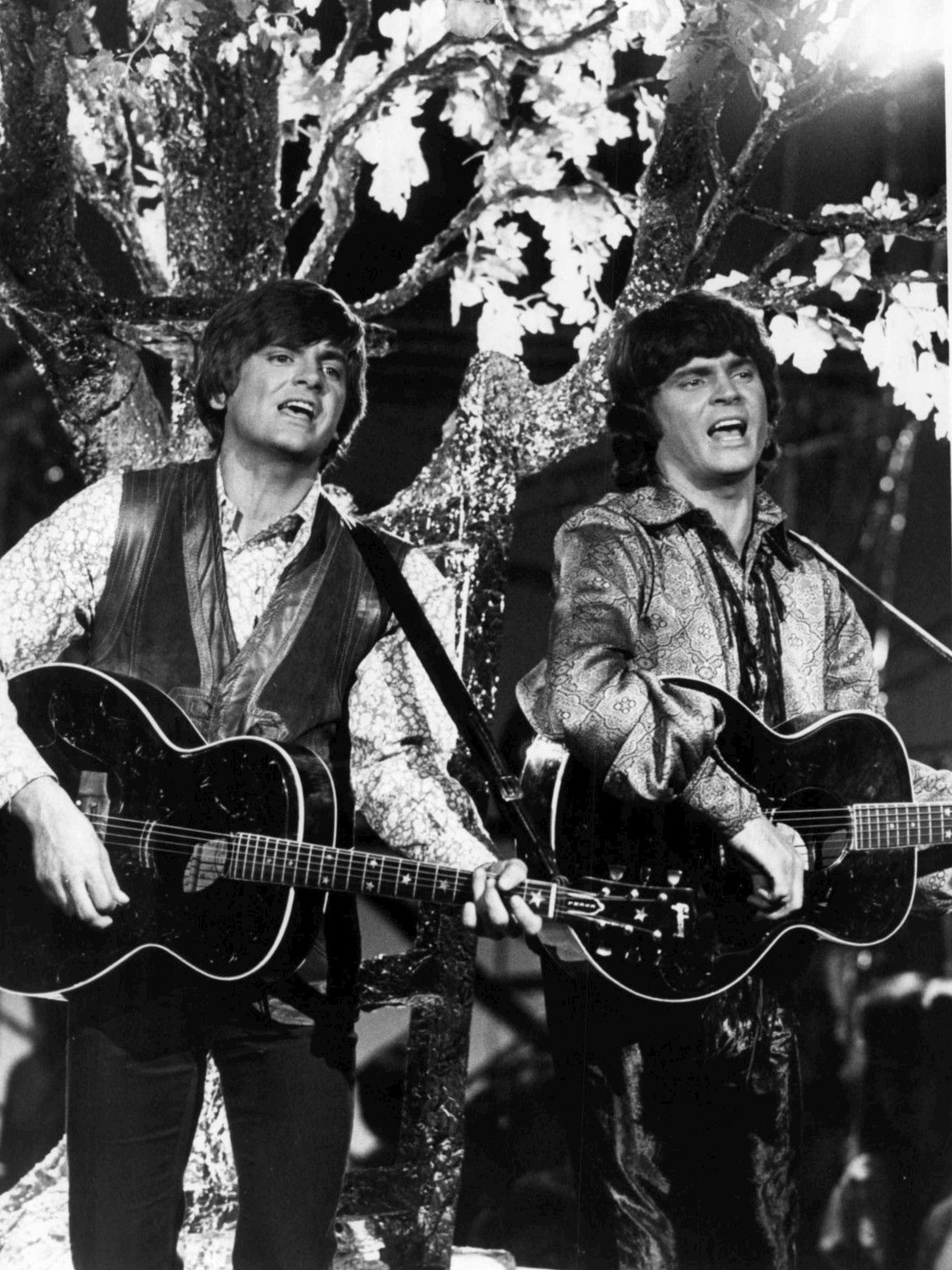
Everly Brothers în 1970

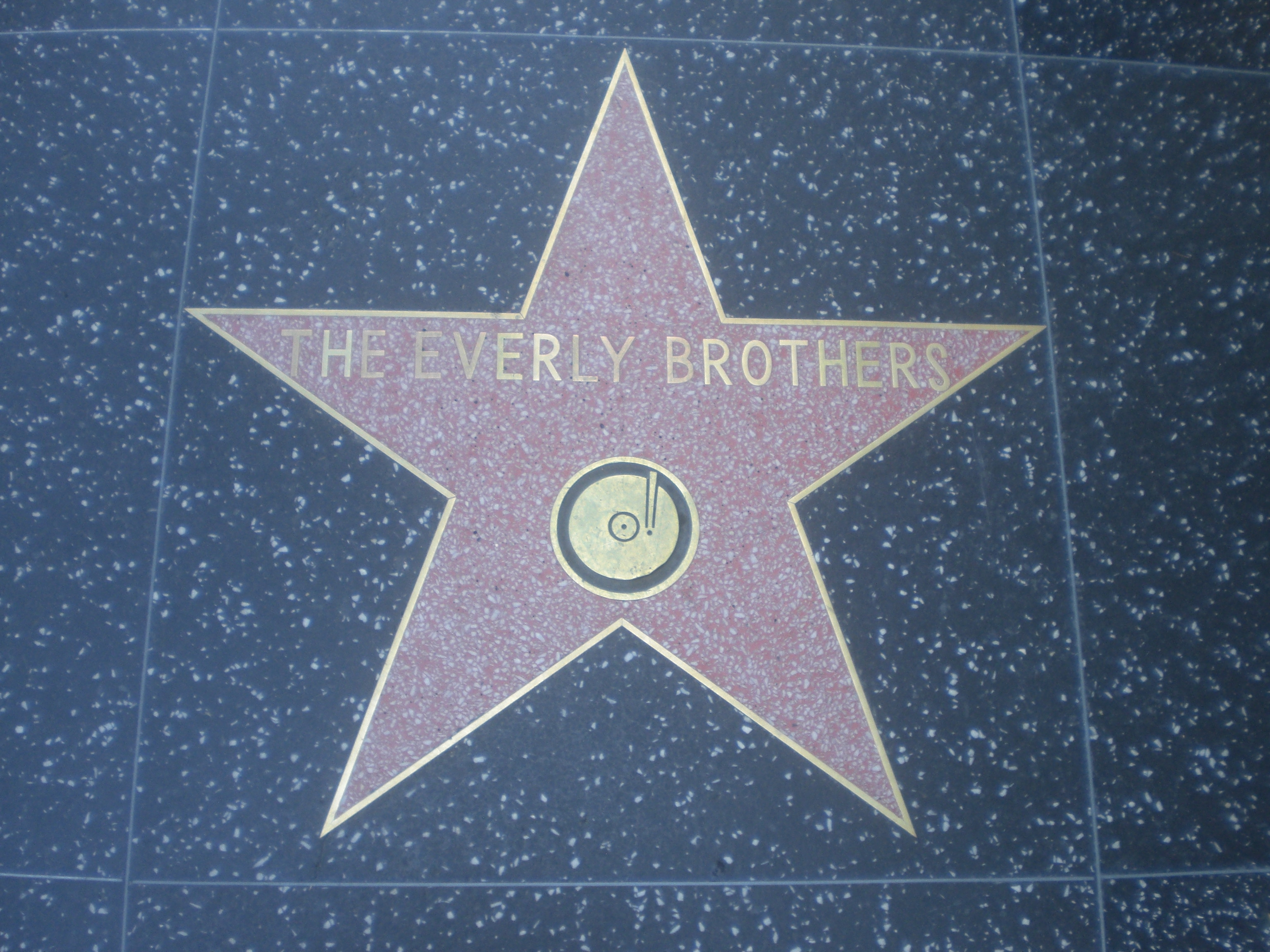
Everly Brothers, steaua pe Hollywood Boulevard, Los Angeles

The Everly Brothers a fost un duo de cântăreți și chitariști de muzică country și rock and roll, format din frații Don Everly (Isaac Donald Everly) născut la 1 februarie 1937 la Brownie (Kentucky), decedat la 21 august 2021 la Nashville (Tennessee), și Phil Everly (Philip Jason Everly) născut la 19 ianuarie 1939 la Chicago (Illinois), decedat la 3 ianuarie 2014 la Burbank, California.  

## Biografie
Crescând într-o familie muzicală, frații s-au orientat spre muzică la o vârstă fragedă. Tatăl era chitarist. În 1949, la vârsta de 12 și 10 ani, cei doi frați s-au remarcat deja la Everly Family Show, o emisiune matinală de jumătate de oră foarte populară la un post de radio din Iowa.
De la mijlocul anilor 1950 încoace, au devenit unul dintre cele mai de succes duouri muzicale din istoria muzicii pop și cel mai de succes grup de cântăreți a epocii de dinainte de Beatles. După o separare de aproximativ zece ani, au lucrat din 1983 din nou împreună în studio și pe scenă. Duo-ul a ajuns în fruntea topurilor single din SUA și Marea Britanie cu șapte titluri: Wake Up Little Susie, All I Have to Do Is Dream, Claudette, Cathy's Clown, Walk Right Back, Ebony Eyes și Temptation. Au mixat muzica populară, bluegrass și hillbilly cu rock 'n' roll contemporan și și-au creat propriul sunet pop cu cântatul în două părți accentuat de armonie, care a servit drept model pentru artiști de succes precum Beatles, Beach Boys, Hollies, Simon & Garfunkel și mulți alții. S-au numărat printre cei zece membri fondatori ai Rock and Roll Hall of Fame și au fost enumerați de Rolling Stone în 2004 pe locul 33 pe lista celor mai bune o sută de formații muzicale din toate timpurile.
Phil Everly a decedat pe 3 ianuarie 2014 în Burbank (California) la vârsta de 74 de ani din cauza unei boli pulmonare cronice.
Don Everly a decedat pe 21 august 2021 în Nashville, Tennessee, la vârsta de 84 de ani.

## Stil muzical
Precursori ai folk rock-ului protest din anii 60, Everly Brothers s-au remarcat printr-un „stil modest, pur, elegant și inocent, de visători optimiști” care îmbină armoniile vocale caracteristice cu ritmurile rock’n’roll-ului. Ei se bazează foarte mult pe country reinterpretând clasicele genului și inspirându-se de la artiști precum Blue Sky Boys și Louvin Brothers, în timp ce alții își urmăresc influențele până la melodiile de la locul de muncă. Unii își subliniază legătura cu folk rock-ul, din care auzim stimuli în Songs Our Daddy Taught Us (1958) și cu country rock-ul confirmat de Roots (1968), album citat printre primele exemple ale genului. În cele din urmă, AllMusic îi include pe Everly Brothers printre grupurile de rockabilly, rock psihedelic și armonie apropiată.

## Discografie

### Albume
- The Everly Brothers (1958)
- Songs Our Daddy Taught Us (1958)
- The Fabulous Style of the Everly Brothers (1960)
- It's Everly Time (1960)
- A Date with the Everly Brothers (1961)
- Both Sides Of An Evening (1961)
- Instant Party (1962)
- Christmas with the Everly Brothers (1962)
- The Everly Brothers Sing Great Country Hits (1963)
- Gone Gone Gone (1965)
- Rock'n'Soul (1965)
- Beat & Soul (1965)
- In Our Image (1966)
- Two Yanks in England (1966)
- The Hit Sound of the Everly Brothers (1967)
- The Everly Brothers Sing (1967)
- Roots (stúdióalbum) (1968)
- The Everly Brothers Show (1970) (album de concert, 2-LP)
- Stories We Could Tell (1972)
- Pass the Chicken & Listen (1973)
- Reunion Concert (1983) (live, 2-LP)
- EB84 (1984)
- Home Again (1985)
- Born Yesterday (1986)
- Suzie Q (1987)
- Some Hearts… (1988)
- The Warner Bros Years Vol 1 (1989)
- The Warner Bros Years Vol 2 (1989)
- Classic Everly Brothers (1992) (3-CD Box, complet 1957-1960)
- Heartaches & Harmonies (1994) (4-CD Box)
- Too Good to Be True (2005) (din 1957-1960)
- The Price of Fame (2005) (7-CD Box, complet 1960–1965)
- Chained To A Memory (2006) (8-CD + 1 DVD Box, complet 1966–1972)

### Singles
- The Best of The Everly Brothers (1959)
- The Fabulous Style of The Everly Brothers (1960)
- Souvenir Sampler (1961)
- The Everly Brothers' Golden Hits (Warner 1471, 1962)
- Folk Songs of The Everly Brothers (1962 Cadence)
- 15 Everly Hits (1963 Cadence)
- The Very Best of the Everly Brothers (Warner 1554, 1964)
- Wake up Little Susie (Harmony) (1969)
- Chained to a Memory (1970)
- Original Greatest Hits (1970)
- Living Legends (1972)
- Don't Worry Baby (1973)
- The History of The Everly Brothers (1973)
- The Everly Brothers' Greatest Hits (1974)
- Wake Up Again (1974)
- Everlys (1975)
- Greatest Hits Vol. I (1977)
- Greatest Hits Vol. II (1977)
- Greatest Hits Vol. III (1977)
- The New Album (1977)
- The Everly Brothers (1981)
- Everly Brothers 24 Original Classics (1984)
- Home Again (1985)
- All They Had to Do Was Dream (1985)
- Cadence Classics - Their 20 Greatest Hits (1985)
- The Everly Brothers (1988)
- Classic Everly Brothers (1992)
- Walk Right Back on Warner Bros. 1960-1969 (1993)
- Heartaches and Harmonies (1994)
- All-Time Original Hits (1999)
- Stories We Could Tell:The RCA Years (2003)
- Studio Outtakes (2005)
- The Price of Fame (2005)
- Too Good to Be True (2005)
- Give Me A Future (2005)
- Chained to a Memory (2006)
- Country: The Everly Brothers (2012)